# Oslići (porodica riba)
Oslići (lat. Merlucciidae), porodica riba iz reda bakalarki. Sastoji se od pet roodova s ukupno 24 vrste
U Jadranu je jedini predstavnik Merluccius merluccius. 

## Vrste
1. Lyconodes argenteus Gilchrist, 1922
2. Lyconus brachycolus Holt & Byrne, 1906
3. Lyconus pinnatus Günther, 1887
4. Macruronus capensis Davies, 1950
5. Macruronus maderensis Maul, 1951
6. Macruronus magellanicus Lönnberg, 1907
7. Macruronus novaezelandiae (Hector, 1871)
8. Merluccius albidus (Mitchill, 1818)
9. Merluccius angustimanus Garman, 1899
10. Merluccius australis (Hutton, 1872)
11. Merluccius bilinearis (Mitchill, 1814)
12. Merluccius capensis Castelnau, 1861
13. Merluccius gayi gayi (Guichenot, 1848)
14. Merluccius gayi peruanus Ginsburg, 1954
15. Merluccius hernandezi Mathews, 1985
16. Merluccius hubbsi Marini, 1933
17. Merluccius merluccius (Linnaeus, 1758)
18. Merluccius paradoxus Franca, 1960
19. Merluccius patagonicus Lloris & Matallanas, 2003
20. Merluccius polli Cadenat, 1950
21. Merluccius productus (Ayres, 1855)
22. Merluccius senegalensis Cadenat, 1950
23. Merluccius tasmanicus Matallanas & Lloris, 2006
24. Steindachneria argentea Goode & Bean, 1896